# Амазонска речна водна жаба
Амазонските речни водни жаби (Lithobates palmipes) са вид земноводни от семейство Водни жаби (Ranidae).
Срещат се в северната част на Южна Америка.
Таксонът е описан за пръв път от германския биолог Йохан фон Спикс през 1824 година.